# Ramiro Villavicencio
Ramiro Félix Villavicencio Niño de Guzmán (Oruro, Bolivia; 7 de enero de 1958) es un ingeniero metalúrgico y político boliviano que ocupó el alto cargo de Ministro de Minería y Metalurgia de Bolivia desde el 9 de noviembre de 2020 hasta el 2 de junio de 2023 durante el gobierno del presidente Luis Arce Catacora.

## Biografía
Nació el 7 de enero de 1958 en la ciudad de Oruro. Luego de salir bachiller el año 1976, Villavicencio ingresó a estudiar la carrera de ingeniería en la Universidad Técnica de Oruro (UTO) de donde se tituló como ingeniero de profesión. Posteriormente realizó cursos de especialización de posgrado en países como Chile, México y Suecia en el sector de economía minera, medio ambiente y eficiencia industrial, así mismo, posee también una maestría en Administración de Empresas.
Durante su trayectoria laboral, Villavicencio formó parte de la Empresa Minera San Cristóbal durante cuatro años, luego ocupó cargos como jefe del departamento baja ley, jefe de Planta de Refinación Térmica y Subproductos Electrólisis, jefe de Departamento de Investigación y Superintendente de Producción y Gerente General de la Empresa Metalúrgica de Vinto (EMV). A su vez, ingresó también al ámbito educativo desempeñándose como docente universitario en la Facultad Nacional de Ingeniería de la UTO.

### Ministro de Estado
El 9 de noviembre de 2020, el Presidente de Bolivia Luis Arce Catacora decidió posesionar en el cargo de ministro de minería al ingeniero orureño Ramiro Félix Villavicencio de 62 años de edad.
En diciembre de 2021 un ciudadano de nacionalidad Hindú de nombre Amit Dixit logró sacar de Bolivia más de 331 kilos de oro pero de manera ilegal. Luego del escándalo nacional y dentro del marco de las investigaciones, Villavicencio culpó a la Policía Boliviana y al Ministerio Público de Bolivia de haber favorecido en la fuga de dicho ciudadano extranjero que logró burlar todos los controles mineros y aeroportuarios, sobornando inclusive a los funcionarios públicos.